# Regió de l'Eufrates
Tot i que oficialment forma part de la Governació d'Alep, el cantó de Kobanî va ser declarat autònom el gener de 2014, i des de llavors ha estat administrat pel govern interí del Comité Suprem Kurd. El cantó de Kobanî fa frontera amb Turquia al del nord, amb el Cantó de Cizre a l'est, amb la regió de Shahhba a l'oest, amb riu Eufrates fent de frontera natural, i al sud es troba en guerra amb l'autodenominat Estat Islàmic.
La capital cantonal és Kobanî, el qual va estar sota setge entre l'octubre de 2014 i el gener de 2015 per les tropes d'Estat Islàmic.

## Geografia
El Cantó de Kobanî fa frontera amb Turquia al nord, a l'Eufrates riu a l'oest i al Cantó de Cizre a l'est.
El seu paisatge consisteix principalment de llanures i turons baixos, amb dos rius principals: l'Eufrates i el Balikh (un afluent del primer). El seu clima és majoritàriament temperat maditerrani, segons la Classificació climàtica de Köppen.

## Demografia
La població actual de Kobanî el cantó es desconeix, tot i que l'administració de Rojava està realitzant un cens, a causa dels moviments de refugiats; no obstant això, la població del territori el 2014 es va estimar en unes 400.000, la majoria d'ètnia kurda. A causa dels intensos enfrontaments durant la guerra civil siriana al voltant de tres quartes parts de la població va refugiar-se a Turquia durant el 2014; un cop alliberada la ciutat després del setge de Kobanî, molts van tornar durant el 2015.
Les ciutats amb més de 10.000 habitants, segons el cens sirià de 2004, són Kobanî (44.821) i Tell Abyad (14.825).

## Història
Les àrees avui poblades per l'ètnia kurda, a la costa esquerra de l'Eufrates, van ser assentada per tribus kurdes a principis del segle xvii.

### Setge de Kobanî
El Cantó de Kobanî va estar en lluita contra Estat Islàmic el 2014 i 2015, el conegut com a setge de Kobanî. Durant el mes de setembre de 2014, les milicies jihadistes van ocupar gran part del territori del cantó, més de 100 poblacions. Com a conseqüència de l'ocupació, uns 200.000 kurds refugiats van haver de fugir a Turquia. A molts se'ls va permetre l'entrada, però tenien prohibit entrar amb vehicles o el vestiar.
En aquelles poblacions que EI havia capturat, es van cometre massacres i va segrestar les dones. No obstant això, la milicia jihadista no va ser capaç d'ocupar el cantó per complert, ja que les Unitats de Protecció Populars (YPG) i les Unitats Femenines de Protecció (YPJ) van aconseguir defensar la ciutat de Kobanî i diversos municipis circumdants. Després que setmanes d'aïllament per part de Turquia, que no permetia l'entrada de militants o armament per la frontera, a causa del amb el Partit dels Treballadors de Kurdistan (PKK), finalment la coalició internacional liderada pels Estats Units va començar a bombardejar posicions d'EI. Aquest moviment va ajudar les YPJ/YPG sobre el terreny a forçar els jihadistes a retrocedir.

## Política i administració
L'assemblea legislativa de Kobaî ha fixat un president, dos vicepresidents i 22 ministres per governar el Cantó. El seu primer ministre és Enver Müslim.
Segons el Contracte Social, la constitució de Rojava, l'assemblea legislativa del cantó el dia 27 gener 2014 va declarar la seva autonomia. L'assemblea va elegir Enver Müslim com a primer ministre, qui va fixar Bêrîvan Hesen i Xalid Birgil els seus vicepresidents. El govern fomenta un corredor humanitari, així com la creació de camps de refugiats dins de Síria.

### Llista d'executius oficials
| Enver Müslim          | PYD  | Primer ministre                                           | 2014 |
| Bêrîvan Hesen         | PYD  | Primer ministre auxiliar                                  | 2014 |
| Xalid Birgil          | PYD  | Primer ministre auxiliar                                  | 2014 |
| Îbrahîm Kurdo         | N/A  | Ministre d'afers estrangers                               | 2014 |
| Îsmet Şêx Hesen       | N/A  | Ministre de Defensa                                       | 2014 |
| Ehmed Osman Dadilî    | N/A  | Ministre d'interior                                       | 2014 |
| Mistefa Ebdî          | N/A  | Ministre de Comissions Regionals, Consells i Planificació | 2014 |
| Eliya Sîdî            | N/A  | Ministre de finances                                      | 2014 |
| Mehmud Bişirî Serşar  | N/A  | Ministre de Treball i Seguretat Social                    | 2014 |
| Hisên Mehemed Elî     | N/Un | Ministre d'Educació                                       | 2014 |
| Gulistan Etî Bikî     | N/A  | Ministre d'Agricultura                                    | 2014 |
| Neesan Ehmed          | N/A  | Ministre de Salut                                         | 2014 |
| Mehmud Bozan Mislim   | N/A  | Ministre de Comerç i Economia                             | 2014 |
| Mehemed Şeban         | N/A  | Ministre de les famílies dels màrtirs                     | 2014 |
| Ebdilrezaq Elî        | N/A  | Ministre de Cultura                                       | 2014 |
| Riyad Temo Mistefa    | N/A  | Ministre de Transport                                     | 2014 |
| Welat Derwîş Derwîş   | N/A  | Ministre de Joventut i Esport                             | 2014 |
| Mîdya Hemo Genco      | N/A  | Ministre d'Història i Turisme                             | 2014 |
| Mehemed Zahir Mistefa | N/A  | Ministre d'Afers Religiosos                               | 2014 |
| Wehîde Umer           | N/A  | Ministre de Dones i Afers Familiars                       | 2014 |
| Faruk Şahîn           | N/A  | Ministre de Drets Humans                                  | 2014 |
| Ehmed Daban           | N/A  | Ministre de Supervisió                                    | 2014 |
| Şevîn Mehmud          | N/A  | Ministre d'Informació                                     | 2014 |
| Ewas Xelîl Elî        | N/A  | Ministre de Justice:                                      | 2014 |
| Fazil Mistefa Ehmed   | N/A  | Ministre d'Energia                                        | 2014 |

## Economia
Les prioritats econòmiques són la guerra, la reconstrucció (d'escoles i hospitals principalment) i l'ajuda pels refugiats.

## Educació
Com en els altres cantons de Rojava, l'educació primària en les escoles públiques és cursa en la llengua materna kurda o àrab, amb l'objectiu que els alumnes siguin bilingües en kurd i àrab a secundària. El currículum escolar es troba en debat continu entre el Consell d'Educació dels cantons i el govern central sirià de Damasc, que paga part dels sous dels mestres.
Les administrancions federals, cantonals i locals a Rojava promou de manera activa la creació de biblioteques i centres educatius, per facilitar l'aprenentatge i les activitats socials i artístiques. Un exemple és la Biblioteca Rodî û Perwîn a Kobani establerta al maig de 2016.
El Cantó de Kobanî no té cap institució d'educació superior.